# Ансбах-Байрейт
Ансбах-Байрейт (нем. Ansbach-Bayreuth)— бывший прусский административный район, существовавший с 1792 по 1806 гг. Состоял из княжеств Ансбах и Байрейт, формально существовавшие как отдельные образования в соответствии с конституционным законом после передачи Пруссии, но в реальности — централизованно управлявшиеся прусской провинциальной администрацией из Ансбаха.

## История

### Основание
Прусский административный район Ансбах-Байройт был образован в 1792 г. после того, как маркграф Бранденбург-Ансбах (или с 1769 г. в личной унии Бранденбург-Байройт) Карл Александр в декабре 1791 г. в обмен на годовую ренту в 300 тыс. гульденов уступил свои владения Пруссии. Сначала управление двумя территориями взял на себя Карл Август фон Гарденберг, после чего Пруссия решила создать во Франконии из своего анклава закрытое владение.
13 мая 1779 г. Австрия и Пруссия подписали Тешенский мир, положивший конец войне за баварское наследство. Среди прочего, положения предусматривали, что Австрия получила от Баварии область рентамта Бургхаусен к востоку от реки Инн и Зальцаха, то есть полосу территории от Пассау до северной границы Зальцбургского архиепископства. Взамен были признаны претензии Пруссии к гогенцоллерновским княжествам Бранденбург-Ансбах и Бранденбург-Байройт.
Хотя княжество Ансбах несколько раз управлялось в личной унии с княжеством Кульмбах (Байрейт с 1604 г.) (1495—1515, 1557—1603 и 1769—1791), оно оставалось конституционно независимой территорией. Вместе с княжеством Байройт он был присоединен к прусскому государству в 1791/1792 гг. 9 июня 1791 года маркграф Карл Александр, уже находившийся за пределами страны, передал всю полноту суверенной власти Гарденбергу, а 2 декабря в Бордо был подписан патент об отречении 15 января 1792 г. берлинский кабинет министров поручил Харденбергу опубликовать информацию о смене правительства, опубликовав патент на отречение от престола, а также патент на инаугурацию Фридриха Вильгельма II от 5 января.

### Управление
Ведущий министр Карл Август Фрайхерр фон Харденберг (он находился в Ансбахе в качестве советника с 1790 г.) пытался мирно и на договорной основе округлить территорию Пруссии во Франконском рыцарском округе скупкой владений, но это было только частично успешно. Он усилил давление на имперские рыцарские области посредством выборочных суверенных вмешательств и военных действий, которые по большей части противоречили имперскому закону и правовому статусу. Однако эта идея всеобъемлющей договорной компенсации за создание закрытой государственной территории потерпела крах уже в марте 1793 г., что было связано с непреодолимой пропастью между конституционными и политическими взглядами ориентированной на власть государства прусской монархии и имперских рыцарей.
Гарденберг использовал суверенитет осуществляемой кровной юрисдикции («Фрайш»), бывшей на протяжении веков предметом разногласий с имперским городом Нюрнбергом или епархией Айхштетт) и получил полные суверенные права от него. Рыцари искали поддержки у франконского округа и императорского двора против участившихся посягательств в полицейской, военной и налоговой сферах, которые первоначально ограничивались дипломатическими инициативами. Однако, кроме протестов и судебных процессов в Вене и принятых там решений, ничего не удалось достичь. Наконец, к концу 1795 г. императорский придворный совет, созванный кантоном Альтмюль, издал два мандата в пользу рыцарства, которые Пруссия проигнорировала, которые было поручено исполнить Бамбергу и Саксен-Готе было поручено выполнить их.
Так, почти все дела в архиве и реестре кантона Альтмюль были конфискованы правительственной комиссией из Ансбаха 22 ноября 1796 г. и вывезены туда, чтобы лишить имперских рыцарей важных для процесса документов. Также были развернуты солдаты. Этому уже предшествовали прусские патенты в рыцарских владениях и имперских городах, граничащих с Ансбах-Байройтом (например, в районе перед городскими стенами в Динкельсбюле и Нюрнберге) в феврале и марте 1792 года. В 1798 году размер округа франконских рыцарей уменьшился примерно с четверти до трети. Особенно сильно пострадал кантон Альтмюль, который был почти полностью медиатизирован.

По Шёнбруннскому договору от 15 декабря 1805 г. Пруссия должна была уступить княжество Ансбах-Байройт Франции в обмен на курфюршество Ганновер.

### Ликвидация
По Прессбургскому миру 26 декабря 1805 г. Бавария получила княжество Ансбах. Баварский король Макс Йозеф объявил в патенте на владение от 20 мая 1806 г, что теперь он является законным владельцем княжества. Представителем власти в княжестве стал Фридрих Карл фон Тюргейм. Новая территория образовала сухопутный мост между прежними владенияи королевства в Баварии и Швабии и новыми во Франконии.
Княжество Байройт оставалось под властью Пруссии ещё год, до её поражения в войне Четвёртой коалиции. Первоначально было под управлением французской военной администрации в течение трех лет в качестве так называемого платного резерва, в 1810 г. было продано Баварии.

## Административное деление
- Княжество Ансбах (включая графство Сайм-Альтеркирхен)
- Княжество Байрейт